# Irina Lungu
Irina Lungu (Moldavia, 5 giugno 1980) è un soprano russo.

## Biografia
Nata in Moldavia, dopo gli studi di canto presso il conservatorio di Stato di Voronež, in Russia, dal 2003 frequenta l'Accademia di perfezionamento del Teatro alla Scala di Milano, dove è stata anche allieva di Leyla Gencer.
Nel dicembre dello stesso anno esordisce per la Scala come Anaï in Moïse et Pharaon diretta da Riccardo Muti al Teatro degli Arcimboldi.
Alla Scala nel 2005 è Oksana nella prima de Gli stivaletti, nel 2006 la protagonista in Sancta Susanna di Paul Hindemith, nel 2007 Violetta Valéry ne La traviata diretta da Lorin Maazel con Ramón Vargas e Leo Nucci, nel 2008 Maria Stuarda diretta da Antonino Fogliani con Francesco Meli, nel 2010 Marguerite nella prima di Faust con Marcello Giordani, Roberto Scandiuzzi e Nino Surguladze ed Adina ne L'elisir d'amore diretta da Donato Renzetti con Francesco Demuro.
Nel 2008 allo Sferisterio di Macerata e Micaela in Carmen con la Surguladze, nel 2009 Violetta Valéry ne La traviata diretta da Gianandrea Noseda al Teatro Regio di Torino e nel 2010 Micaela in Carmen diretta da Daniel Oren al Teatro municipale Giuseppe Verdi (Salerno).
Nel 2011 è Maria Stuarda diretta da Richard Bonynge ad Atene, Gilda in Rigoletto con Franco Vassallo a Torino, Violetta Valéry ne La traviata a Aix-en-Provence ed Adina ne L'elisir d'amore a La Coruña.
Nel 2012 è Violetta Valéry ne La traviata a Caen ed al Teatro comunale Luciano Pavarotti di Modena, a Piacenza ed al Teatro comunale (Bolzano), Micaela in Carmen in Arena di Verona e La Marchesa del Poggio in Un giorno di regno diretta da Alberto Zedda a Bilbao.
Nel 2013 è Violetta Valéry ne La traviata a Skopje, Nannetta nella prima di Falstaff (Verdi) diretta da Daniel Harding con Ambrogio Maestri, Demuro, Carlo Bosi, Carmen Giannattasio e Daniela Barcellona alla Scala, Adina ne L'elisir d'amore al Teatro Filarmonico (Verona), Gilda in Rigoletto diretta da Noseda a Aix-en-Provence ed al debutto al Metropolitan Opera House di New York con Dmitri Hvorostovsky e Norina in Don Pasquale al Filarmonico.
Nel 2014 al Metropolitan è Musetta ne La bohème con Joseph Calleja cantata anche al Royal Opera House, Covent Garden di Londra, Violetta Valéry ne La traviata diretta da Diego Matheuz al Teatro La Fenice di Venezia ed al Teatro Lirico di Cagliari diretta da Renzetti con Demuro, Marguerite in Faust diretta da Marc Minkowski ad Amsterdam, Juliette in Roméo et Juliette con Demuro a Seul e Lucia di Lammermoor al Filarmonico.
Nel 2015 è Gilda in Rigoletto al Teatro dell'Opera di Roma, Violetta Valéry ne La traviata diretta da Renato Palumbo al Teatro Real di Madrid, al debutto al Wiener Staatsoper ed all'Opernhaus Zürich, Marguerite in Faust diretta da Noseda a Torino, in Arena Donna Anna in Don Giovanni (opera) con Saimir Pirgu trasmessa da Rai 5 e Juliette in Roméo et Juliette diretta da Oren con Giorgio Berrugi e la Surguladze, Liù in Turandot diretta da Andrea Battistoni a Mascate e Musetta ne La bohème diretta da Oren con Maria Agresta e Berrugi a Salerno.
Nel 2016 è Violetta Valéry ne La traviata con Massimo Giordano (tenore) all'Opera di Amburgo e Gilda in Rigoletto all'Opéra National de Paris.
Nella sua carriera ha affrontato già diverse opere: Così fan tutte di Mozart, Luisa Miller di Verdi, Ugo, Conte di Parigi di Donizetti al Teatro Massimo Vincenzo Bellini di Catania, Il diluvio universale di Donizetti, Il corsaro di Verdi,  Les Pêcheurs de perles di Bizet, La sposa dello zar di Rimsky-Korsakov.
Ha interpretato il ruolo di Violetta, protagonista de La traviata, numerose volte (al Teatro alla Scala, al Teatro Regio di Torino, al Teatro dell'Opera di Roma, al Teatro Filarmonico per la Fondazione Arena di Verona, al Teatro Regio di Parma, al Teatro di Zagabria, allo Staatstheater di Stoccarda, al Teatro San Carlo di Napoli, al Teatro Lirico di Cagliari).
Ha vinto numerosi concorsi internazionali, tra i quali il Concorso internazionale Čajkovskij di Mosca, la Competizione dell'opera di Dresda, il concorso "Elena Obraztsova" di San Pietroburgo, il premio "Maria Callas" di Atene, i concorsi "Montserrat Caballe" ad Andorra, "Belvedere" di Vienna, "Voci Verdiane" di Busseto e "Operalia" di Los Angeles.
La sua discografia, al momento, comprende i DVD dell'opera Carmen andata in scena allo Sferisterio di Macerata nell'estate 2008, dove interpreta Micaela, affiancata da Nino Surguladze (Carmen), Philippe Do (Don Josè), Simone Alberghini (Escamillo) e del Corsaro andato in scena per il Festival Verdi 2008 al Teatro Verdi di Busseto, in cui è Medora con Bruno Ribeiro (Corrado), Luca Salsi (Seid) e Silvia Dalla Benetta (Gulnara).
Nel gennaio 2025 debutta il ruolo di Norma al Teatro Massimo V. Bellini di Catania nell'edizione critica di Roger Parker.

## Repertorio
| Ruolo               | Titolo                   | Autore           |
| ------------------- | ------------------------ | ---------------- |
| Imogene             | Il pirata                | Bellini          |
| Giulietta Capuleti  | I Capuleti e i Montecchi | Bellini          |
| Norma               | Norma                    | Bellini          |
| Elvira              | I puritani               | Bellini          |
| Leila               | Les Pecheurs de perles   | Bizet            |
| Micaela             | Carmen                   | Bizet            |
| Oksana              | Gli stivaletti           | Čajkovskij       |
| Iolanta             | Iolanta                  | Čajkovskij       |
| Tesbite             | Il diluvio universale    | Donizetti        |
| Anna Bolena         | Anna Bolena              | Donizetti        |
| Bianca              | Ugo, Conte di Parigi     | Donizetti        |
| Adina               | L'elisir d'amore         | Donizetti        |
| Parisina d'Este     | Parisina d'Este          | Donizetti        |
| Miss Lucia Ashton   | Lucia di Lammermoor      | Donizetti        |
| Maria Stuarda       | Maria Stuarda            | Donizetti        |
| Norina              | Don Pasquale             | Donizetti        |
| Marguerite          | Faust                    | Gounod           |
| Juliette            | Roméo et Juliette        | Gounod           |
| Susanna             | Sancta Susanna           | Hindemith        |
| Manon               | Manon                    | Massenet         |
| Elettra             | Idomeneo                 | Mozart           |
| Donna Anna          | Don Giovanni             | Mozart           |
| Fiordiligi          | Così fan tutte           | Mozart           |
| Mimì Musetta        | La bohème                | Puccini          |
| Liù                 | Turandot                 | Puccini          |
| Marfa               | La fidanzata dello zar   | Rimskij-Korsakov |
| Donna Fiorilla      | Il turco in Italia       | Rossini          |
| Corinna             | Il viaggio a Reims       | Rossini          |
| Anaïs               | Moïse et Pharaon         | Rossini          |
| Marchesa Del Poggio | Un giorno di regno       | Verdi            |
| Medora              | Il corsaro               | Verdi            |
| Luisa Miller        | Luisa Miller             | Verdi            |
| Gilda               | Rigoletto                | Verdi            |
| Violetta Valery     | La traviata              | Verdi            |
| Desdemona           | Otello                   | Verdi            |
| Nannetta            | Falstaff                 | Verdi            |

## DVD
- Gounod: Faust (Teatro Regio di Torino, 2015) - Irina Lungu/Gianandrea Noseda, regia Stefano Poda, C Major/Naxos
- Verdi: Il corsaro (Teatro Regio di Parma, 2008) - Irina Lungu/Silvia Dalla Benetta/Luca Salsi, regia Lamberto Puggelli, C Major/Naxos